# Maye Musk
Maye Haldeman (Regina, 19 de abril de 1948), más conocida como Maye Musk por su apellido de casada, es una modelo y nutricionista canadiense-sudafricana. Es modelo desde hace más de 50 años. Ha tomado notoriedad por ser la madre de Elon, Kimbal y Tosca Musk.

## Biografía y carrera

### Canadá (1948-1950)
Maye nació junto a su hermana gemela Kaye el 19 de abril de 1948 en Regina, Saskatchewan, Canadá. Tiene cuatro hermanos: Scott, Lynne, Kaye y Angkor Lee.

### Sudáfrica (1950-1989)
En 1950 su familia se mudó a Pretoria, Sudáfrica. Su padre Joshua Norman Haldeman y su madre Winnifred Josephine "Wyn" (Fletcher) tenían una exitosa consulta quiropráctica que les permitía realizar viajes de aventura. En 1952 volaron 35 000 kilómetros alrededor del mundo en un avión que su padre trajo desmontado en piezas desde Canadá. Fue el primero en realizar un vuelo en avión privado desde Sudáfrica a Australia sin instrumentación electrónica.
Durante más de diez años la familia pasó tres semanas del invierno vagando por el desierto del Kalahari en busca de la legendaria Ciudad perdida de Kalahari. Sus padres realizaron diversas presentaciones y charlas sobre sus viajes. "Mis padres eran muy famosos, pero nunca fueron esnobs," afirmó Maye.
A los 15 años atendió a la escuela de modelos de un amigo de su madre y los fines de semana trabajó de modelo de pasarela y catálogos. A los 20 años se presentó al concurso de belleza 1969 Miss Sudáfrica y quedó finalista. En 1970 se casó con Errol Musk, un ingeniero sudafricano que conoció en la escuela secundaria. En tres años tuvieron tres hijos: Elon Musk, Kimbal Musk y Tosca Musk. Obtuvo una maestría (máster) en dietética de la Universidad del Estado Libre de Orange en Sudáfrica.  Trabajó en casa como asesora nutricionista para clientes. En los fines de semana trabajaba como modelo. En 1979 para escapar de los maltratos de su marido se divorció y se mudó a Durban. Errol reclamó en los tribunales los términos del divorcio. Tras el divorcio comenzó a trabajar como modelo de tallas grandes. Se puso a dieta y en un año perdió los 20 kilos para volver a su talla anterior.
En 1981 Elon decidió ir a vivir a Johannesburgo con su padre porque lo veía triste y solitario. Kimbal se unió a ellos cuatro años después. Errol era un ingeniero brillante que hizo mucho dinero en los negocios de la construcción y la minería de esmeraldas. Elon cree que es bueno en ingeniería porque lo heredó de su padre. Pero Errol era muy mala persona. Elon dijo:

‘He was such a terrible human being. You have no idea. My dad will have a carefully thought-out plan of evil. He will plan evil. You have no idea about how bad. Almost every crime you can possibly think of, he has done. Almost every evil thing you could possibly think of, he has done.‘
‘Era un ser humano malvado. No te haces idea. Mi padre preparaba cuidadosamente planes malvados. Planeaba el mal. No te haces idea de lo malo que era. Ha cometido casi todos los delitos que puedas imaginar. Ha cometido casi todas las maldades que puedas imaginar.’

Persiguiendo su interés en la tecnología y tras graduarse de secundaria Elon decidió mudarse a Canadá donde tenía parientes y su madre mantenía la nacionalidad canadiense.
Maye lo siguió con el resto de sus hijos un año más tarde, en 1989.

### Canadá y Estados Unidos (1989-presente)

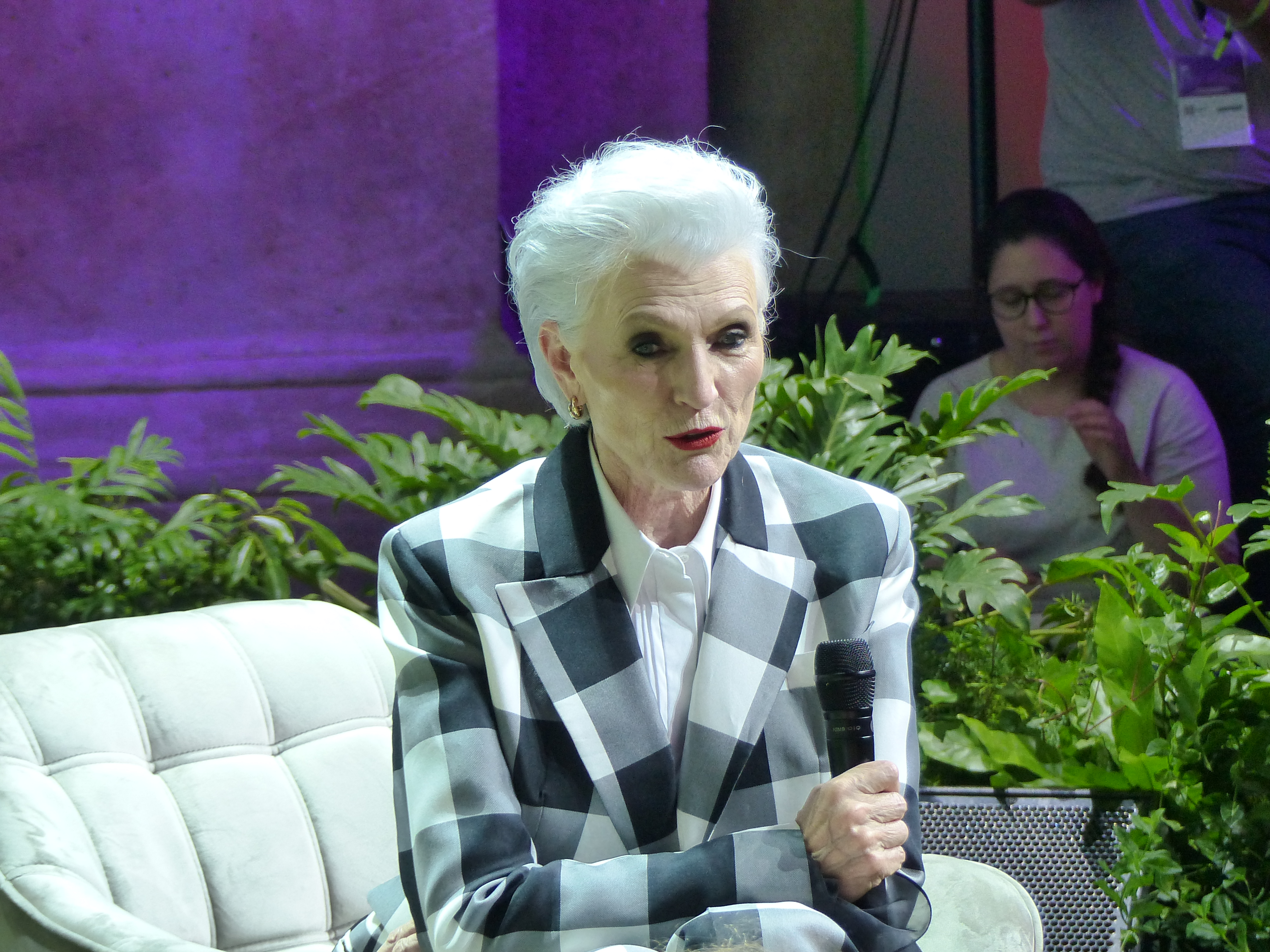
Maye Musk en 2019

Cuando llegó a Canadá todos sus ahorros estaban bloqueados y su exmarido Errol no le mandó dinero para mantener a sus hijos.
Alquiló un pequeño apartamento en Toronto donde estuvo 3 semanas retirando grapas del suelo y papel pintado de las paredes. En el proceso se cortó la mano y puso en riesgo sus trabajos como modelo de manos.
Afortunadamente pudo continuar su carrera como modelo en Canadá. Con el primer dinero que ganó compró una alfombra gruesa para que pudieran dormir en el suelo del apartamento y un ordenador para Elon Musk.
Trabajó como investigadora en la Universidad de Toronto. Simultáneamente impartió clases de nutrición y modelaje dos noches por semana y además trabajaba como asesora nutricionista y estudiaba para su segundo máster dietético. Sus tres hijos tuvieron que conseguir becas, pedir préstamos y trabajar para estudiar en la universidad. Muchos meses no podían comer carne roja ni una vez a la semana.
A los 42 años hizo de abuela en una portada de revista.
En 1995 Elon y Kimbal crearon la empresa de software Zip2 que implementaba guías y mapas para empresas de comunicación y de comercio electrónico. Elon se mudó a Silicon Valley y Kimbal tenía largas conversaciones telefónicas con él. Cuando la factura telefónica mensual superó los 800 USD Maye le dijo a Kimbal que se tenía que ir con Elon. En 1996 Maye reunió todos sus ahorros que sumaban 10 000 USD y se los entregó a sus hijos para sufragar los gastos de Zip2. Durante 1997 y 1998 atendió a las reuniones semanales de Zip2. Para su 50 cumpleaños sus hijos, como no tenían dinero, le regalaron una casita de madera de juguete y un coche de madera del tamaño de una caja de cerillas y le dijeron: Un día te los compraremos de verdad. Más adelante vendieron Zip2 a Compaq Computer por 300 millones de USD y sus hijos cumplieron su palabra.
Maye Musk vivió dos años y medio en San Francisco y en 1999 se mudó a un apartamento de Nueva York donde vivió durante 13 años hasta que en marzo de 2013 se trasladó a vivir a Los Ângeles cuando su hija Tosca dio a luz a mellizos.
Fue la primera dietista que apareció en cajas de cereales Special K. Participó en anuncios de Revlon, en un video de Beyoncé, apareció desnuda en la portada de la revista Time para un especial sobre salud. También posó desnuda en la portada de revista de New York en 2011 con un falso vientre de embarazada en la que recreó la famosa fotografía de Demi Moore por Annie Leibovitz. Apareció en la cubierta de Elle Canadá en 2012 y protagonizó campañas publicitarias para Target y Virgin America.
En 2015 firmó contrato con IMG Models. En septiembre de 2017, a sus 69 años, se convirtió en la modelo principal de más edad para la marca CoverGirl, que según algunos reportajes, esto fue "hacer historia".
Hasta los 30 años tuvo el pelo castaño. Después lo tuvo rubio hasta los 59 en que se lo cortó y lo dejó blanco. Entonces no la llamaron para modelar en 6 meses, pero tras cambiar de agencia tuvo más trabajo.
Maye mantuvo su negocio de dietista durante 45 años en 3 países y 8 ciudades impartiendo conferencias, escribiendo artículos y asesorando a pacientes.
Es embajadora de la ONG Big Green, que construye huertos escolares. También es embajadora de la ONG Dress for Success que ayuda a mujeres a obtener su independencia económica mediante una red de apoyo, programas de desarrollo personal y desarrollo y proporcionando ropa de trabajo.

## Libros
EN 1996 escribió el libro Feel Fantastic: Maye Musk's Good Health Clinic (Siéntete fantástica: La clínica de la buena salud de Maye Musk).
En 2019 publicó el libro biográfico A Woman Makes a Plan: Advice for a Lifetime of Adventure, Beauty, and Success (Una mujer hace un plan: Consejos para una vida de aventuras, belleza y éxito).

## Formación
- Dietista nutricionista colegiada en Estados Unidos (previamente en Sudáfrica y Canadá).

- Licenciada en Dietética por la Universidad de Pretoria, Sudáfrica. (BSc in Dietetics).

- Máster en Dietética por la Universidad Orange Free State, Sudáfrica. (MSc in Dietetics).

- Máster en Ciencias Nutricionales por la Universidad de Toronto, Canadá. (MSc in Nutritional Sciences).[14]

En Canadá y Estados Unidos tuvo que pasar exámenes de convalidación para poder colegiarse y ejercer.

## Participación académica
- Miembro de The Academy of Nutrition and Dietetics.
- Presidenta de la Nutrition Entrepreneurs of The American Dietetic Association, 2003-2004.
- Presidenta de la Consulting Dietitians of Canada, 1993-1995.
- Representante de la Consulting Dietitians of Southern Africa, 1987-1989.[14]

## Reconocimientos
- 1996 Ontario Dietetic Association’s Peer Recognition Award.
- 2006 Outstanding Nutrition Entrepreneur Award.
- 2017 Novus United Nations Global Goals Award.[14]

## Familia
Su hijo Elon Musk fundó Zip2 (directorios electrónicos), Paypal (pagos electrónicos), Tesla Motors (coches eléctricos), The Boring Company (túneles) y SpaceX (cohetes).  Su hijo Kimbal Musk fue cofundador de The Kitchen, un grupo de restaurantes que se abastecen de productores locales, y de The Kitchen Community, una fundación sin ánimo de lucro que monta huertos escolares. Su hija Tosca Musk es la fundadora de Musk Entertainment, fundadora y CEO de Passionflix y productora de varias películas. En 2020 Maye Musk tenía 11 nietos, entre ellos unos trillizos y dos parejas de gemelos.